# Argumentum ad baculum
Argumentum ad baculum ("l'argomento del bastone") è una "fallacia" cioè un errore nascosto nel ragionamento che comporta la violazione delle regole di un confronto argomentativo corretto. In questo caso si tratta di un modo di sostenere la validità di un argomento basandosi sull'uso della  forza, la minaccia o l'abuso della propria posizione, cioè sulle conseguenze negative che subirà chi contesta la validità di un'argomentazione sostenuta con il "bastone" .
Un argomento logico fallace basato sull'argomentazione ad baculum generalmente procede come segue:
1. Se X non accetta che Y sia vero, allora si verificherà Z (Z è una coercizione o un attacco su X).
2. Quindi Y è vero.

## Casistica
Esempio
- Generale (Y): "Se capitoliamo, il nemico avrà la possibilità di massacrarci tutti".
- Colonnello (X): "Finora hanno trattato adeguatamente i prigionieri".
- Generale: "Questa volta non lo faranno. (Z) E faresti meglio a credermi se non vuoi ritrovarti a marcire in una fossa comune."

Il generale vuole evitare la morte, quindi rifiuta la capitolazione ma l'indesiderabilità della morte non dimostra che derivi dalla capitolazione.
Questa forma di argomentazione (che rientra nell'"Argumentum ad consequentiam") è un errore informale, già noto in età medioevale,  perché la minaccia Z a X non comporta necessariamente nulla sul valore di verità della premessa sostenuta da Y.

## Variante
Una variante della locuzione latina è l' argumentum ad baculinum (argomento del bastone) che si riferisce a quei filosofi antichi che volendo dimostrare in maniera inconfutabile la realtà materiale del mondo esterno percuotevano il suolo con un bastone volendo così significare la verità data dall'immediatezza dei sensi. Molière riferisce scherzosamente questa espressione latina nella sua commedia Le Mariage forcé (Il matrimonio forzato) quando Sganarello confuta lo scetticismo del pirroniano dottor Marphurius, prendendolo a bastonate .